# 白贤万
白贤万（韓語：백현만，1964年1月27日—），韩国男子拳击运动员。他曾代表韩国参加1988年夏季奥林匹克运动会拳击比赛，获得一枚银牌。他也曾两次获得亚洲运动会金牌。